# 왕성쥔

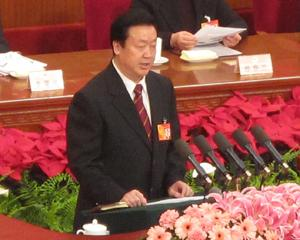
왕성쥔

왕성쥔(중국어 간체자: 王胜俊, 정체자: 王勝俊, 병음: Wáng Shèngjùn 왕승준[*], 1946년 10월 안후이성 쑤저우 ~ )은 중국의 정치인, 법관이다.
그는 1972년 중국 공산당에 입당했으며 1998년 중국공산당 중앙정치법률위원회 부비서장으로 선출되었다. 그 후 2002년에 중국공산당 중앙위원회 중앙위원으로 선출되었으며 2008년에 최고인민법원 원장으로 선출되었다.
| 전임 샤오양 | 중국 최고인민법원장 2008년 - 2013년 | 후임 저우창 |